# Milagros Schmoll
Milagros Schmoll (Buenos Aires, 27 de abril de 1989) es una modelo argentina.

## Biografía
Nació el 27 de abril de 1989 en Buenos Aires, descendiente de alemanes. A los 14 años, mientras caminaba con una amiga hacia un cine del barrio de Recoleta en Buenos Aires, fue descubierta por una directora de una agencia y a partir de allí su vida cambió. En menos de dos años estaba viviendo en París desfilando para los diseñadores más importantes del mundo con solo 16 años.
Sus primeros trabajos en Europa incluyeron a Chanel, Jean Paul Gaultier, Hermès, Dolce & Gabbana, Missoni, Blumarine, Moschino, Christian Dior, Max Mara, Miu Miu, Giorgio Armani, Yohji Yamamoto, Nina Ricci, Hugo Boss, Lanvin, Givenchy. A partir de allí se convirtió en una figura constante en las semanas de la moda de Nueva York, París, Milán y Londres.
En poco tiempo se convirtió en una de las protagonistas de las producciones de las revistas de modas más influyentes del mundo, por ejemplo: Vogue en las versiones de países como Italia, Francia, España, Alemania, Rusia; así como en otras revistas del género tales como V Magazine, Numero, POP, Citizen K, Flair, Marie Claire (Italia y Francia), Elle (Francia), Tank. Fue protagonista de la campaña mundial del perfumeClassique de Jean Paul Gaultier.
Trabajó con fotógrafos prestigiosos del mundo como Mario Testino, Karl Lagerfeld, Sophia Sánchez y Mauro Mongiello, Dan Jackson, Peter Lindbergh, James Macari, Max Cardelli, Paola Kudacki entre otros.
A los 19 años se mudó a Nueva York para trabajar en el mercado estadounidense y para experimentar la vida en esa bulliciosa ciudad. Allí trabajó con Tommy Hilfiger, Calvin Klein, Óscar de la Renta, Saks Fifth Avenue, Phillip Lim, Diane von Fürstenberg, Derek Lam, Y-3 y J. Mendel y se convirtió en una figura de la semana de la moda de Nueva York. Participó también de la película The September Issue (La edición de septiembre) que retrata la preparación de una edición de la revista Vogue estadounidense y que fue un éxito en el mundo entero.
En 2010, con solo 21 años decidió mudarse a Londres para estar cerca tanto de París como de Nueva York. Allí conquistó una vez más las pasarelas participando del Londres Fashion Week 2010 y coprotagonizando el comercial de Lanvin para H&M dirigido por Mike Figgis (nominado al Óscar por “Leaving Las Vegas”) para toda Europa y Estados Unidos.
En febrero de 2011 lanzó su blog en español que aparecería tanto en su sitio web (www.milagros-schmoll.com Archivado el 4 de noviembre de 2007 en Wayback Machine.) como en www.revistaohlala.com, la revista femenina, impresa y digital, miembro del grupo de medios más importante de Argentina. Su blog en inglés sería lanzado durante el primer trimestre de 2011. Es la séptima de diez hermanos, 8 mujeres y 2 hombres.